# Methanosarcinales
Methanosarcinales (лат.) — порядок архей из класса Methanomicrobia.

## Классификация
На июнь 2017 года в порядок включают 3 семейства:
- Methanosaetaceae Boone et al. 2002
- Methanosarcinaceae Balch and Wolfe 1981 emend. Sowers et al. 1984
- Methermicoccaceae Cheng et al. 2007